# INHP
INHP（Institut National d'Horticulture et de Paysage）は、フランスの農芸系高等教育研究機関。キャンパスは農業試験所ウエスト（AgroCampus Ouest）・アンジェセンター（Centre d'Angers）・景観園芸の国立研究所（INHP）で構成されている。

## 概要
歴史あるヴェルサイユの国立高等園芸学校（ENSH）の園芸系の高等課程を1995年にアンジェに移転し、国立学校として発足させたもの。園芸の国立研究所発足にあたり同地にあった研究機構と景観園芸の技術学校（ENITHP）といたエンジニア養成の国立学校と1997年に合併し誕生した。こうしてアンジェのテクノスクールのキャンパス内に位置し、植物学や風景風致学、農業工学の教育に特化した唯一の公立高等教育である。
この研究機構は、園芸と景観の国立工学スクールである「ENIHP」（l'Ecole Nationale d'Ingenieurs de l'Horticulture et du Paysage)、園芸と造園の国立学校「ENSHAP」（l'Ecole Nationale Superieure d'Horticulture et d'Amenagement du Paysage）という2つのエンジニアリングスクールを構成している。法令によって、アンジェのトレーニングセンターの研究機関（CFR）が現在WEST AGROCAMPUSセンターダンジェ、国立ダンジェ園芸と景観研究所と呼ばれている。
INHPは科学研究のハイレベルな開発機関「INRA」とアンジェの大学で植物学、生態生理学 、植物の開発と生産システムの、遺伝資源と植物育種、植物保護、種の生理学、経済をテーマにして園芸部門は、風景セクションの中に所属する。 
隔年で生徒が学校内からエキスポフローINHPの学生を組織し、アンジェとレンヌという2つのトレーニングセンターに位置する研究として、WEST AGROCAMPUSは今4つの専門分野すなわちレンヌの農技術者（Ingenieur agronome a Rennes）レンヌの食品技術者（Ingenieur en agroalimentaire a Rennes）アンジェの園芸エンジニア（Ingenieur en horticulture a Angers）アンジェの風景エンジニア（Ingenieur en paysage a Angers）というエンジニアリングの学位を授与する。2009年9月からはアンジェの中心部で交互に園芸で研修を設計することが可能で、工学の学位のためとのコースは風景部門の方とにある。